# Alessandro Pansa
Alessandro Pansa (Eboli, 9 giugno 1951) è un poliziotto, dirigente pubblico e prefetto italiano, dal 2013 al 2016 capo della polizia e dal 2016 al 2018 direttore generale del dipartimento delle informazioni per la sicurezza.

## Biografia
Alessandro Pansa è nato a Eboli, in provincia di Salerno, il 9 giugno 1951. È sposato e ha due figli. Diplomatosi al liceo classico "Enrico Perito" nella città natia, si è laureato in giurisprudenza all'Università degli Studi di Napoli "Federico II" per poi entrare nell'allora Corpo delle Guardie di Pubblica Sicurezza, nel 1975 (divenuto poi Polizia di Stato) come commissario.
Assegnato alla Squadra Mobile della questura di Cosenza, si occupa di criminalità organizzata e di terrorismo. Nel 1982 è stato trasferito a Roma presso la squadra narcotici e poi alla polizia criminale, trasferito poi alla Direzione Centrale della Polizia Criminale nel 1985. Nel 1990 è stato direttore supplente della seconda divisione del Servizio centrale operativo (SCO), lavorando in quegli anni insieme a Gianni De Gennaro e Antonio Manganelli, con il giudice Giovanni Falcone, e diventando direttore dello SCO nel 1996.
Nominato prefetto nel giugno 2000, diviene direttore centrale delle "specialità" della Polizia nella direzione che coordina la Stradale, la Ferroviaria, la Frontiera e la Polizia postale e delle comunicazioni. Nel luglio 2003 diviene responsabile della Direzione centrale dell'immigrazione e della polizia delle frontiere del Viminale. In novembre 2005 diviene vice direttore generale della pubblica sicurezza (vice capo della Polizia), nonché direttore centrale della polizia criminale (Criminalpol). Per alcuni anni, a partire dall'anno accademico 2000-2001, ha insegnato nel corso di specializzazione in "Tutela della persona e attività investigativa" dell'Università di Camerino, attivato in videoconferenza a Roma.
Il 4 gennaio 2007 su proposta del Ministro dell'interno Giuliano Amato è stato nominato prefetto di Napoli dal Consiglio dei ministri, al posto di Renato Profili richiamato a Roma in attesa di altro incarico. Per alcuni mesi (dal 6 luglio al 31 dicembre 2007) è stato anche Commissario straordinario per l'emergenza rifiuti in Campania. Per questo incarico il 27 maggio 2008 ha ricevuto un'informazione di garanzia circa presunte irregolarità in atti relativi alla società FIBE compiuti durante la sua gestione del commissariato rifiuti. Nel 2009 la procura ha chiesto l'archiviazione, disposta dal GIP nell'ottobre 2010. Intanto, dal 31 maggio 2008 diviene anche commissario delegato per l'emergenza degli insediamenti di comunità nomadi nella regione Campania.
Il 30 agosto 2010 assume l'incarico di direttore del dipartimento per gli affari interni e territoriali del ministero dell'Interno.
Il 31 maggio 2013 è stato nominato dal consiglio dei ministri Capo della Polizia.
Il 29 aprile 2016 è stato nominato capo del Dipartimento delle informazioni per la sicurezza, sostituendo l'ambasciatore Giampiero Massolo. Ha diretto il DIS fino al 21 novembre 2018 è stato sostituito dal generale di divisione della Guardia di Finanza Gennaro Vecchione.
Nel maggio 2019 diviene presidente di "TI Sparkle" e consigliere della capogruppo TIM per la sicurezza.

## Pubblicazioni
- Criminalità e finanza, (con Nino Andreatta), Il Mulino, 1992.
- Dall'informatica amministrativa alla teleamministrazione, (a cura di Giovanni Duni), Istituto Poligrafico e Zecca dello Stato, 1992.
- AA.VV., Nuova guida agli adempimenti antiriciclaggio e antiusura, Bancaria Editrice, 1998.
- I soldi della Mafia, (con Luciano Violante, Livia Minervini), Laterza, 1998.
- La farina del diavolo, (con Donato Masciandaro), Dalai, 2000.
- Tecnica dell'attività investigativa, (con Lucio Macchia e Goffredo Mencagli), Affinità elettive, 2002.